# Torneo de Birmingham 2018
El  Nature Valley Classic 2018 fue un torneo de tenis femenino jugado al aire libre en césped. Fue la 37.ª edición del evento. Se llevó a cabo en el Edgbaston Priory Club de Birmingham (Inglaterra, Reino Unido) entre el 18 y el 24 de junio de 2018.

## Distribución de puntos
| Modalidad           | Campeona | Finalista | Semifinales | Cuartos de final | 2.ª ronda | 1.ª ronda | Clasificadas | 3.ª ronda de clasificación | 2.ª ronda de clasificación | 1.ª ronda de clasificación |
| Individual femenino | 470      | 305       | 185         | 100              | 55        | 1         | 25           | 18                         | 13                         | 1                          |
| Dobles femenino     | 470      | 305       | 185         | 100              | -         | 1         | -            | -                          | -                          | -                          |

## Cabezas de serie

### Individuales femenino
| Tenista           | Ranking | Preclasificada |
| Garbiñe Muguruza  | 3       | 1              |
| Elina Svitolina   | 5       | 2              |
| Karolína Plíšková | 7       | 3              |
| Petra Kvitová     | 8       | 4              |
| Julia Görges      | 13      | 5              |
| Daria Kasatkina   | 14      | 6              |
| Elise Mertens     | 15      | 7              |
| Coco Vandeweghe   | 16      | 8              |

- Ranking del 11 de junio de 2018.[2]

### Dobles femenino
| Tenista                               | Ranking | Preclasificada |
| Tímea Babos Kristina Mladenovic       | 12      | 1              |
| Andrea Hlaváčková Barbora Strýcová    | 12      | 2              |
| Latisha Chan Gabriela Dabrowski       | 15      | 3              |
| Barbora Krejčíková Kateřina Siniaková | 17      | 4              |

## Campeonas

### Individual femenino
Petra Kvitová venció a  Magdaléna Rybáriková por 4-6, 6-1, 6-2

### Dobles femenino
Tímea Babos /  Kristina Mladenovic vencieron a  Elise Mertens  /  Demi Schuurs por 4-6, 6-3, [10-8]